# پایف‌لیک
پایف‌لیک (به هلندی: Puiflijk) یک منطقهٔ مسکونی در هلند است که در دروتن واقع شده‌است. پایف‌لیک ۱٬۲۰۰ نفر جمعیت دارد.